# Georg Schubart
Georg Schubart (* 21. Februar 1650 in Heldburg; † 18. August 1701 in Jena) war Jurist, Philosoph, Rhetoriker sowie Hochschullehrer an der Universität Jena.

## Leben
Der Sohn eines Weinhändlers besuchte das Sebaldus-Gymnasium und anschließend das Aegidianum in Nürnberg, bevor er 1668 nach Jena an die Universität wechselte, wo er zuerst Theologie studierte. Unter Einfluss von Johann Andreas Bosius erweiterte er sein Studium um Geschichte und Altertümer, Philosophie und Eloquenz sowie Sprachstudien. Nach zweijähriger Lehrtätigkeit im Haus des herzoglich sachsen-gothaischen Consistorialpräsidenten Heidenreich, wo er sein Interesse für die Rechtswissenschaften ausbaute, wurde er 1676 mit seiner Dissertation De Gothorum ortu Magister. 
1681 folgte eine Professur der praktischen Philosophie, mit welcher der Lehrstuhl der Poesie und Eloquenz an der Universität Jena verbunden war. 
1685 wurde Schubart mit der Schrift De fatis jurisprudentiae Romanae zum Doktor der Rechte promoviert, wodurch er Vorlesungen in den Rechtswissenschaften halten durfte. Während er Rufe an Universitäten bis Schweden und in die Niederlande ablehnte, übernahm er nach dem Tod von Caspar Sagittarius (1643–1694) dessen Vorlesungen über Universalgeschichte.
Zu Schubarts bekanntesten Schülern zählen Nikolaus Hieronymus Gundling und Christian Sahme.

## Publikationen (Auswahl)
- C. Iulius Caesar dictator perpetuus sub exemplo mutatae reipublicae descriputus et dissertatione auspicali, Weyenmaier, 1681.
- De Ludis Equestribus vulgo Thurnier und Ritterspielen, Müller, Jena 1689.
- De moribus gentium circa federa , Hartog, Jena 1689.
- Georgii Schubarti epistola Ad Amicum, cui Famam Academiaee Ienensis & honestam de se opinionem commendat, Bailliar, Leipzig 1697.
- Meditatio Mortis ex primo iuris obiecto, Müller, Jena 1699.